# فایرفاکس (فیلم)
فایرفاکس (انگلیسی: Firefox) فیلمی در ژانر اکشن و مهیج به کارگردانی کلینت ایستوود است که در سال ۱۹۸۲ منتشر شد.

## بازیگران
- کلینت ایستوود
- فردی جونز
- وارن کلارک
- نایجل هاثورن
- مایکل کوری
- آلن تیلورن
- هیو فریزر
- جان راتزنبرگر
- توماس هیل
- ریچارد دِر
- یوجین لیپینسکی
- استفان اشنابل
- دیوید هافمن

## داستان
یک خلبان به خاک شوروی سابق فرستاده می‌شود تا نمونه اولیه یک جت جنگی که می‌تواند از رادارها خود را مخفی کند برباید.